# Центральноякутская равнина
Центральноякутская равнина (Центральноякутская низменность, Вилюйская низменность) — равнина в России, в Восточной Сибири. Расположена в Якутии, в междуречье Лены и Вилюя.
Плоская с высотами до 400 м сильнозаболоченная равнина, расчленённая сетью речных долин. Повсеместно встречаются многолетнемёрзлые породы. Распространены термокарстовые озёра, аласы (плоские понижения от десятков метров до нескольких километров в поперечнике в районах распространения многолетнемёрзлых горных пород, образующиеся в результате протаивания и просадки грунта), булгунняхи (мерзлотные формы рельефа в виде куполообразных возвышений высотой около 300—400 м с ледяным ядром).
Присутствуют месторождения каменного угля, железных и полиметаллических руд, природного газа, золота, алмазов, слюды.
Климат резко континентальный, суровый.
Низменность покрыта лиственничными и лиственнично-сосновыми лесами с вкраплениями берёзовых лесов и луговых степей.